# Psammotettix angulatus
Psammotettix angulatus är en insektsart som beskrevs av Then 1899. Psammotettix angulatus ingår i släktet Psammotettix och familjen dvärgstritar. Inga underarter finns listade i Catalogue of Life.